# Technologie hlavního města Prahy

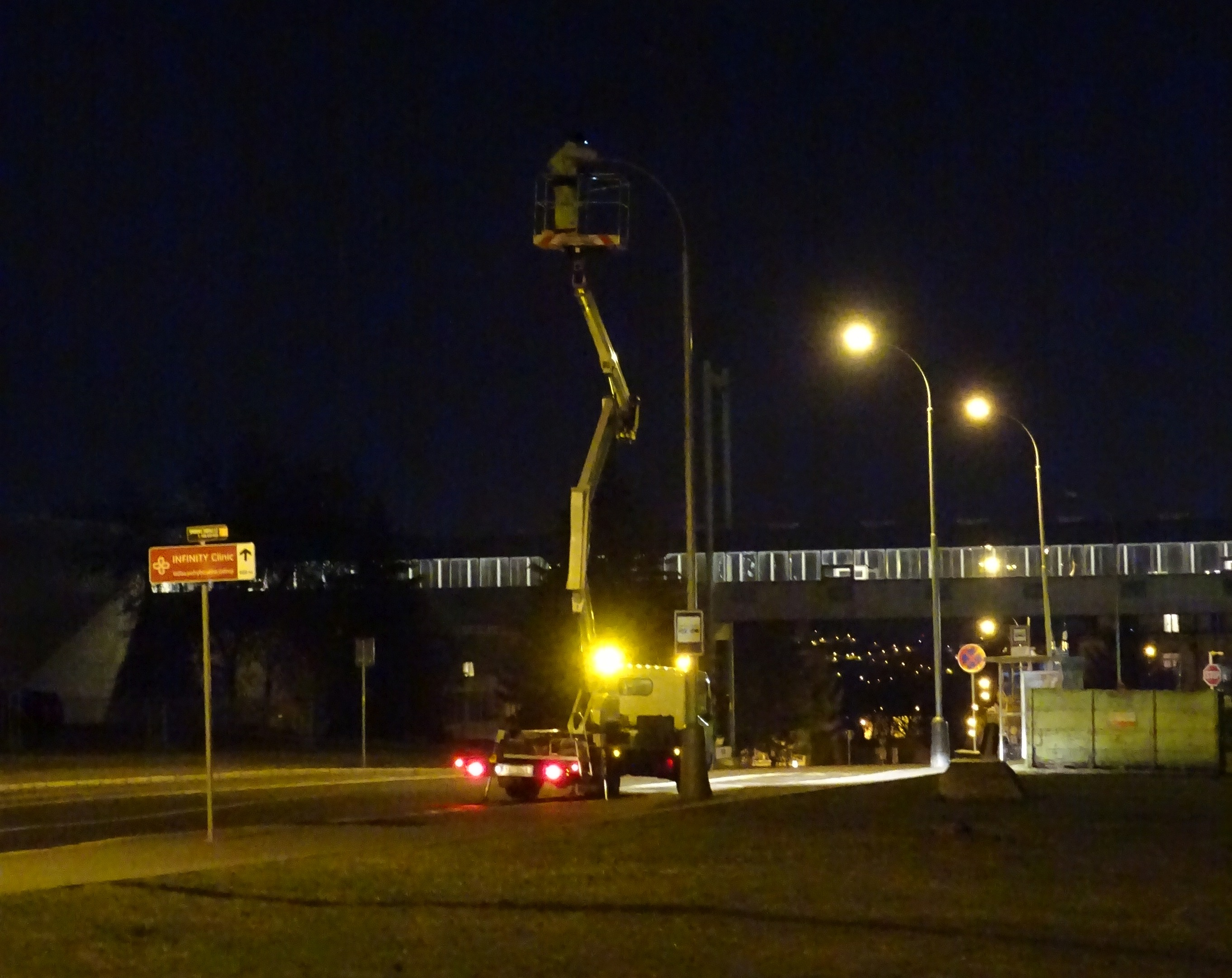
Oprava lampy v Podolí u areálu České televize

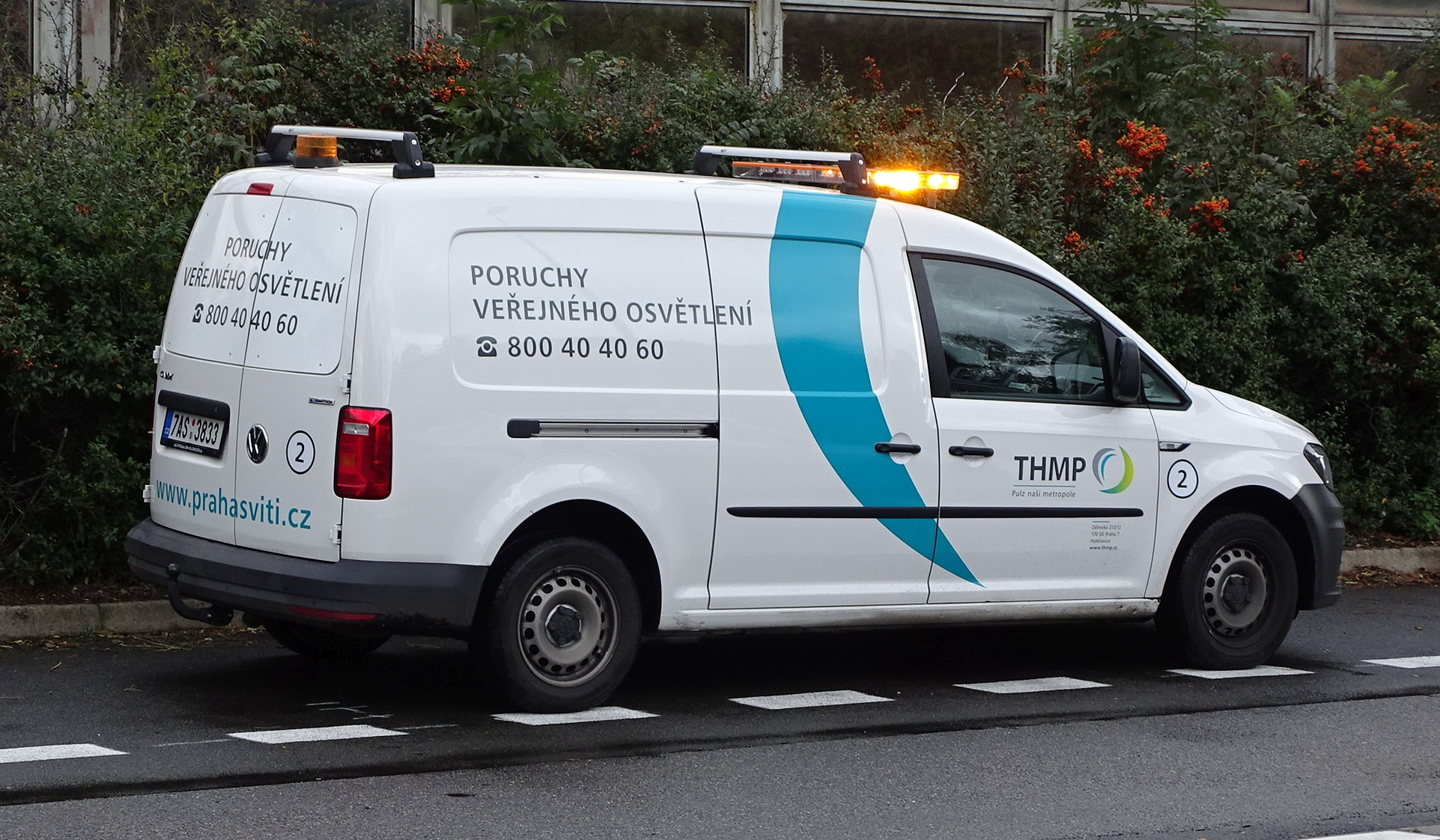
Servisní automobil THMP

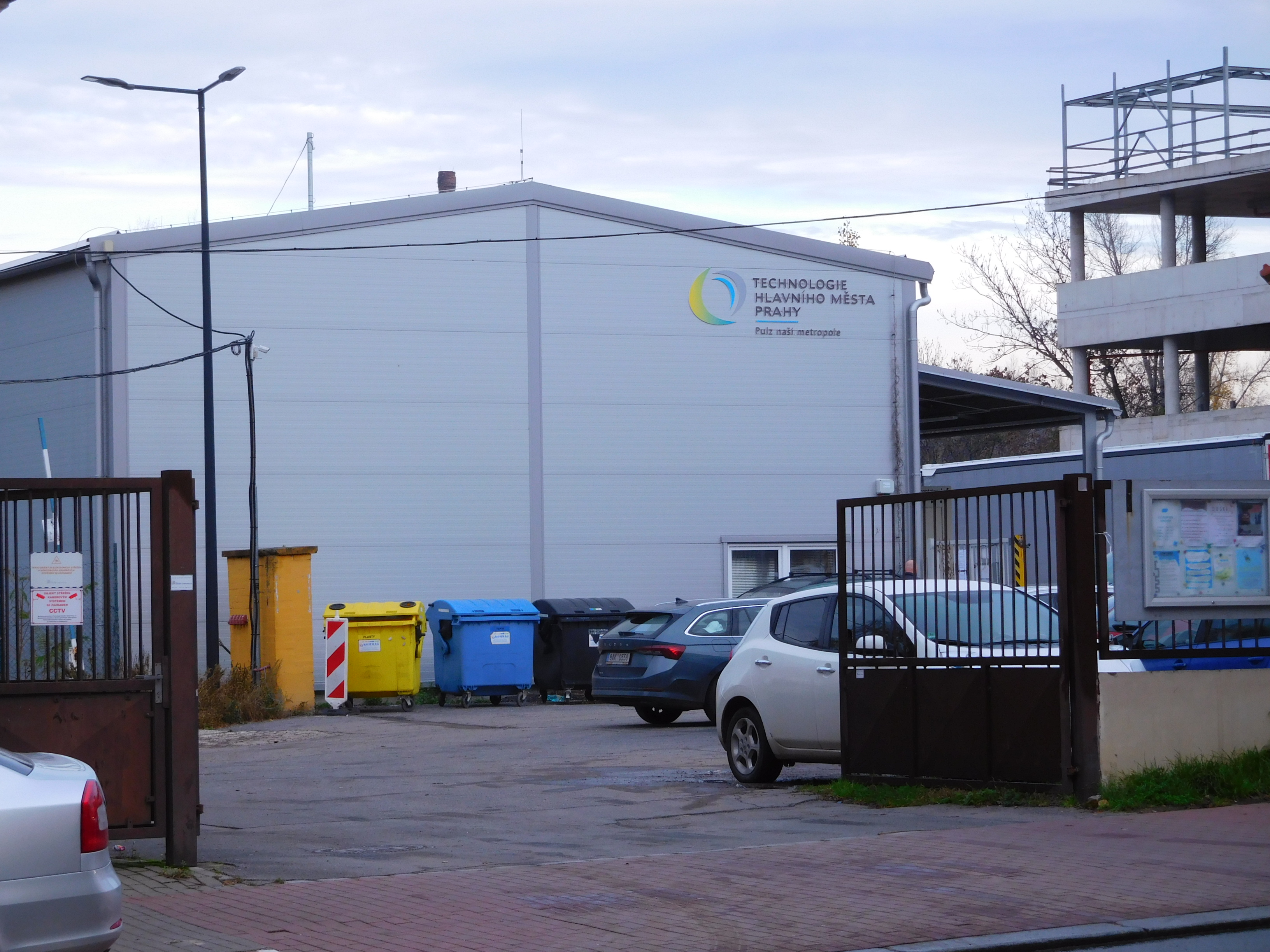
Výjezdové středisko THMP v Praze-Libni

Technologie hlavního města Prahy, a.s. (THMP) je obchodní společnost vlastněná českým hlavním městem Prahou. Zapsána byla 9. června 1998 pod názvem TCP - Vinohrady, a.s., původně jako dceřiná společnost městské společnosti Trade Centre Praha a.s., založená kvůli vybudování polyfunkčního a bytového komplexu Flora. Z tohoto projektu nakonec sešlo a společnost pak již nevykazovala žádnou ekonomickou činnost. Roku 2018 byla společnost přejmenována na nový název Technologie Hlavního města Prahy, a.s. (ten byl o pět měsíců později pravopisně upraven), město ji koupilo do přímého vlastnictví a výrazně navýšilo její základní kapitál a pověřilo ji správou veřejného osvětlení v Praze, přičemž ji hodlá využít i k budování a správě různých dalších systémů, zejména řešení v rámci projektu Smart Prague, z nichž mnohé s modernizací a správou veřejného osvětlení mohou souviset. Společnost THMP má převzít i část projektů, které spustila nebo provozovala společnost Operátor ICT.

## Historie
Společnost TCP - Vinohrady, a.s. se základním kapitálem 2 miliony Kč byla založena městskou společností Trade Centre Praha a.s. (TCP) jako dceřiná společnost kvůli vybudování polyfunkčního a bytového komplexu Flora, jehož příprava začala v roce 1997. Do obchodního rejstříku byla zapsána 9. června 1998. Z projektu ale nakonec sešlo a společnost nevykazovala žádnou ekonomickou činnost.
V září 2015 představenstvo TCP v září 2014 nabídlo hlavnímu městu odkup všech 100 akcií TCP-Vinohrady. Jejich hodnota mezitím poklesla dle znaleckého posudku z nominální hodnoty 20 tisíc Kč na 14 720 Kč za kus. Jako alternativní řešení bylo v návrhu uvedeno nalézt pro společnost nějakou novou náplň práce. Rada města doporučila společnosti TCP akcie dceřiné společnosti neprodávat, dokud nebude hotova nová koncepce jejího využití.
V obchodním rejstříku byly postupně zrušeny položky původního předmětu podnikání (realitní kancelář a koupě zboží za účelem dalšího prodeje a prodej byly vymazány v roce 2009, inženýrské činnosti ve stavebnictví a správa movitého a nemovitého majetku v roce 2014). K 20. září 2017 byl zapsán nový předmět podnikání: montáž, opravy, revize a zkoušky elektrických zřízení a výroba, instalace, opravy elektrických strojů a přístrojů, elektronických a telekomunikačních zařízení. Podle sdělení radního Procházky z 22. září 2017 v budoucnu měla mít lampy veřejného osvětlení na starosti nikoliv přímo TCP, ale její dceřiná firma TCP - Vinohrady, a.s.
K 30. lednu 2018 bylo do obchodního rejstříku zapsáno přejmenování společnosti TCP - Vinohrady, a.s. na název Technologie Hlavního města Prahy, a.s., k 22. červnu 2018 byl název opraven na Technologie hlavního města Prahy, a.s. Používaná zkratka THMP není v obchodním rejstříku zapsána jako varianta názvu, je však využívána jako zkratka v jednom ze zápisů.
Město Praha tuto společnost koupilo za 1,1 milionu od své společnosti Trade Centre Praha (TCP), dosavadní mateřské společnosti, což rada města schválila v polovině prosince 2017. K 21. březnu 2018 bylo jako vlastník společnosti (jediný akcionář) zapsáno hlavní město Praha.
Ztráta THMP byla k 31. prosinci 2017 asi 1,1 milionu a k 31. lednu 2018 vykazovala vlastní kapitál minus 546 000 korun. Na zajištění všech činností souvisejících s převzetím správy osvětlení a rozběhnutí svého chodu získala THMP od hlavního města Prahy provozní zálohu 110 miliónů korun. Částku, která bude postupně vyúčtována, firma investuje. 22. března 2018 rozhodlo městské zastupitelstvo, že k základnímu kapitálu THMP a.s. ve výši 2 milionů Kč vloží do této společnosti dalších 130 milionů Kč, které vezme z dividend nezapojených do rozpočtu hlavního města. 15. května 2018 rada města schválila materiál, který obsahoval návrh smlouvy města s THMP a navýšení základního jmění THMP ze 2 milionů na 132 milionů korun, a to úpisem 6500 akcií v listinné podobě na jméno, ve jmenovité hodnotě po 20 tisících korun, v podobě hromadné listiny (hromadné akcie).
11. března 2019 rada města ve funkci valné hromady odvolala 7 členů dozorčí rady a zvolila 6 nových členů, z odvolaných byla pouze Alexandra Udženija, předsedkyně zastupitelského klubu opoziční ODS, znovu jmenována. Obměnu rada zdůvodnila potřebou lepší kontroly vedení města nad společností. V té souvislosti radní Chabr uvedl, že vnitřní dluh systému veřejného osvětlení činí více než miliardu korun. Radní Chabr nevyloučil obměnu ve vedení společnosti. Do obchodního rejstříku byly tyto změny dozorčí rady zaznamenány až 20. července 2019.

## Odborová organizace
Oznámení o působení odborové organizace Odborový svaz Kovo, se sídlem náměstí Winstona Churchilla 1800/2, Žižkov 130 00, Praha 3, IČO:49276832 u zaměstnavatele Technologie hlavního města Prahy a.s., se sídlem Dělnická, 213/12, 170 00 Praha 7, IČO:25672541.
Výbor seskupení členů:
- Ivo Navalaný OS Kavo
- Ing. Pavel Marinič OS Kovo
- Ivo Brožík OS Kovo
- Jaroslav Vrtěl THMP a.s.
- Václav Karas THMP a.s.

Působnost odborové organizace na základě zákona č. 262/2006 sb. Zákoník práce. odborythmp.cz

## Správa veřejného osvětlení a hodin

### Převzetí správy
V souvislosti s tím, že v listopadu 2016 město zrušilo probíhající výběrové řízení na správu veřejného osvětlení v Praze, údajně již 20. září 2016 měla primátorka Adriana Krnáčová na schůzce týkající se regulace reklamy na sloupech VO prohlásit, že od 1. ledna 2017 bude veřejné osvětlení i reklamu na něm spravovat městská společnost Trade Centre Praha. 6. prosince 2016 město oznámilo oficiálně tiskovou zprávou, že Trade Centre Praha bude o veřejné osvětlení pečovat od července 2017 buď sama, nebo vyhlásit dílčí veřejné zakázky. Na základě příkazní smlouvy s městem, uzavřené 27. prosince 2016, Trade Centre Praha převzala zajištění vybraných činností souvisejících se správou a provozem veřejného osvětlení v Praze již od 1. 1. 2017, v zastoupení zadavatele jeho jménem a na jeho účet. TCP údajně na 1. pololetí 2017 měla za úkol najít náhradního dodavatele, zatímco od druhého pololetí měla část činností zajišťovat sama tzv. in-house a část zadat ve výběrovém řízení.
31. srpna 2017 byla podepsána a zveřejněna rámcová smlouva mezi hlavním městem Prahou a TCP-Vinohrady a.s. o správě, provozu a údržbě veřejného osvětlení a dalších souvisejících zařízení. Základní cena za správu (bez elektrické energie a bez investic do obnovy a rozšiřování zařízení je smlouvou stanovena s odvoláním na znalecký posudek prof. Karla Sokanského na 166 534 249 Kč za rok s tím že do 24 měsíců má být v rámci analýzy revidována. Jednotkové měsíční ceny za správu jednotlivých typů zařízení jsou přitom uvedeny v odstavci 5.4:
- světelné místo elektrického VO s technickými svítidly umístěnými ve výšce do 6 metrů včetně: 150 Kč
- světelné místo elektrického VO s technickými svítidly umístěnými ve výšce nad 6 metrů: 650 Kč
- světelné místo historizujícího VO: 650 Kč
- světelné místo plynového VO: 550 Kč
- 1 ks slavnostního osvětlení: 560 Kč
- 1 ks veřejných hodin a veřejných věžních hodin. 1300 Kč
- 1 ks přípojky městského mobiliáře: 80 Kč
- 1 ks přisvětlení přechodu pro chodce: 300 Kč

Samostatně pak jsou instrukcí z 1. 3. 2018, která je zveřejněna jako příloha smlouvy, stanovena cena za některé činnosti vykonávané v rámci smlouvy:
- správa mapových podkladů od 1. 3. 2018: 231 000 Kč měsíčně
- vyjádření v rámci stavebních řízení, od 1. 4. 2018: 435 155 Kč měsíčně
- správa nereklamních doplňků, od 1. 4. 2018: 200 656 Kč měsíčně.

12. ledna 2018 Technologie Hlavního města Prahy, a.s. uzavřela s firmou Sněhota C&C s.r.o. smlouvu na přípravu a rozběh výkonu činnosti správy, provozu a údržby veřejného osvětlení hlavního města Prahy v celkové ceně 120 tisíc Kč, přičemž cena za 1 hodinu je v objednávce stanovena na 1500 Kč. Vlastníkem dodavatelské firmy Sněhota C&C s.r.o. je Ing. Pavel Sněhota, bývalý ředitel společnosti Eltodo Osvetlenie (od roku 2007) a později ředitel společnosti Eltodo EG, a.s., pro Slovensko (do roku 2012). K 12. září 2018 je Pavel Sněhota uváděn jako technický ředitel THMP.
16. ledna 2018 radní Karel Grabein Procházka oznámil ČTK, že TCP-Vinohrady a.s. zhruba od poloviny roku 2018 převezme správu veřejného osvětlení, přičemž zakázku dostane přímým zadáním.
K 1. dubnu 2018 THMP a.s. správu veřejného osvětlení převzala, avšak údržbu, poruchový dispečink a správu mapových podkladů prozatím nadále zajišťovala PREdistribuce. Podle zprávy z 22. března 2018 i novějších zpráv se THMP o veřejné osvětlení stará od 1. června 2018.
31. května 2018 v 19 hodin společnost po dvoutýdenním zkušebním provozu zahájila vlastní dispečerskou službu. 1. června pak zahájila vlastní servisní činnost.
Na tiskové konferenci 20. září 2018 radní Karel Grabein Procházka ve vztahu ke správě veřejného osvětlení zmínil, že tato společnost už dneska plně funguje.

### Plány činnosti
Společnost se po převzetí správy v dubnu 2018 chystala vytvořit, aktualizovat a sjednotit mapy a databázi všech lamp, kabelových vedení a připojovacích míst. Sjednoceny mají být také soupisy majetku s dokumenty zabývajícími se osvětlením po technické stránce. Dobu nápravy odhadoval ředitel Jílek přibližně na 1 rok. Některé údaje prý městu chybí kvůli sporům města s dřívějším správcem osvětlení, společností Eltodo.
Podle výroční zprávy za rok 2018 má plošné ověření pasportu VO probíhat v letech 2018–2023, a to v rámci skupinové výměny světlených zdrojů. Po dokončení plošného ověřování pasportů má být další údržba databáze a mapových podkladů prováděna na základě změn v rámci stavební činnosti, podnětů servisních posádek a namátkových kontrol.
V prvních měsících THMP chystala například preventivní kontrolu technického stavu sloupů veřejného osvětlení a preventivní výměny sodíkových výbojek. S výměnou sodíkových svítidel za moderní LED světla THMP nedoporučila městu příliš pospíchat, protože obor výroby LED svítidel je zatím velmi živý, standardů je mnoho a LED světla neznamenají úsporu energie. Podle ředitele Tomáše Jílka je třeba svítit správnou intenzitou i teplotou, která se blíží slunečnímu svitu, ale i s ohledem na denní dobu či situaci ve městě, přičemž THMP spolupracuje s ministerstvem životního prostředí, které se snaží snížit světelný smog a donutit města, aby svítila takzvaně zdravě. (Současně však je propagován opačný trend, že modrá složka světla je v noci škodlivá pro organismy, protože narušuje biologické hodiny.)
V říjnu 2019 ředitel Jílek uvedl, že THMP zajišťuje vlastními zaměstnanci circa 70 % své činnosti, a 30 % specializovaných činností stále nakupuje od soukromých společností.

### Rozsah spravovaných zařízení
Společnost se má starat o 150 000 lamp (140 tisíc lamp). V rozhovoru pro Praha TV v červnu 2019 ředitel moderátor Martin Severa a ředitel Tomáš Jílek zmínili 135 000 „sloupů veřejného osvětlení“ a více než 700 zařízení přisvětlení přechodů. Podle článku z 22. 5. 2022 měla THMP k témuž dni ve správě „136 970 stožárů veřejného osvětlení“.
Průměrná wattáž veřejného osvětlení v Praze se podle Jílka pohybuje kolem 70 wattů.
V rozhovoru pro Praha TV v červnu 2019 ředitel moderátor Martin Severa a ředitel Tomáš Jílek zmínili několik set uličních hodin a výrazně více než 100 věžních hodin, v roce 2019 uváděl Tomáš Jílek cca 450 veřejných a přes 50 věžních hodin. V článku z května 2022 bylo uvedeno, že se THMP stará o 457 veřejných hodin a 57 věžních hodin.
Společnost se má starat o 1500 spínacích míst, které spíná dálkovým povelem. Podle sdělení ředitele Jílka z října 2019 je veřejné osvětlení řízeno ze zhruba 1500 rozvaděčů, které jsou autonomní, do budoucna pak pilotní projekty z oblasti smart city mají od roku 2020 umožnit jednotlivé rozvaděče ovládat i monitorovat a THMP by se ráda v následujících deseti letech dostala až na úroveň jednotlivého svítidla, tak aby poruchy mohla odstraňovat proaktivně. Zapínání a vypínání je řízeno dle astronomického kalendáře prostřednictvím dálkového spínání Pražské energetiky, ale do budoucna by moderní systémy řízení měla reagovat i na meteorologickou situaci.
V rozhovoru pro Českou televizi v říjnu 2019 zmínil ředitel Jílek rozsah bezmála 5000 km kabelového vedení.
Podle zprávy z 21. května 2018 společnost THMP převzala do správy, provozu a údržby více než 650 svítilen plynového osvětlení na více než 400 světelných místech na Královské cestě. Na provozu se má podílet Pražská plynárenská a.s. V týdnu od 14. do 20. května 2018 pracovníci obou společností osobně ověřili stav všech světelných míst, kvůli čemuž bylo toto osvětlení mimořádně v provozu i přes den. Přitom byly zkontrolovány i štítky s inventárním číslem a umístění informačních, reklamních či jiných doplňků instalovaných na stožárech plynového osvětlení. K 5. květnu 2020 uváděla THMP rozsah plynového osvětlení v Praze jako cca 680 historických luceren, což zahrnuje 415 lamp s jednou až třemi lucernami a tři historické kandelábry na Malé straně - osmiramenný na Hradčanském a Loretánském náměstí a čtyřramenný na Dražického náměstí. Karlův most uvádí THMP jako jediný most na světě osvětlený plynovými lampami.
K 31. prosinci 2018 výroční zpráva uváděla 135 075 prvků elektrického osvětlení, 1536 zapínacích míst, 417 prvků plynového osvětlení, 3242 prvků slavnostního osvětlení, 1210 prvků přisvětlení přechodů, 57 prvků věžních hodin, 458 prvků veřejných hodin a 944 přípojek městského mobiliáře. K 22. 5. 2022 bylo uvedeno, že společnost zajišťuje nasvícení 140 památek.
THMP převzala evidenční značení světelných míst a zapínacích míst, které zavedla skupina Eltodo. V Praze jsou tak světelná místa (zejména stožáry veřejného osvětlení) značena kovovými štítky s profilově provedenými šesticifernými čísly, kde první číslice u běžného veřejného osvětlení zpravidla vyjadřuje jeden z deseti městských obvodů, avšak pro speciální typy osvětlení (přisvícení přechodů pro chodce, slavnostní a architektonické osvětlení a plynové osvětlení) jsou vyhrazeny zvláštní číselné řady. Stejný systém značení však i nadále souběžně používá skupina Eltodo pro osvětlení zřizované jiným investorům, vlastníkům a správcům, přičemž koordinace číslování (a tedy unikátnost přidělených čísel) není již zajištěna.
V říjnu 2019 ředitel Jílek zopakoval dřívější informaci, že štítky s evidenčními čísly světelných míst budou upgradovány doplněním QR kódu. Ten má obsahovat celou řadu informací ke konkrétnímu místu, a to jak interních technických, tak pro občany.
THMP nezveřejňuje evidenci spravovaných zařízení veřejného osvětlení ani veřejných hodin ani nemá zařízení ve své správě žádným viditelným způsobem odlišena od obdobně označených zařízení jiných vlastníků a správců. 20. září 2018 THMP na žádost o informaci odmítla poskytnout mapu veřejného osvětlení ve své správě s odůvodněním, že jde o obchodní tajemství, protože prý tato mapa představuje pro hlavní město Prahu jako vlastníka mapy, respektive pro správce systému veřejného osvětlení konkurenční významnost a zakládá pro hlavní město Prahu oprávněnou výhodu proti jiným subjektům. Hlavní město Praha udělilo údajně společnosti THMP a.s. výslovný zákaz poskytování těchto dat třetím subjektům s uvedenými výjimkami. THMP a.s. jako správce podkladů k systému veřejného osvětlení podnikl údajně veškerá vnitřně-bezpečnostní opatření spočívající v omezení přístupu ke skutečnostem tvořícím obchodní tajemství.

### Evidence závad a komunikace s veřejností
Po hlášení poruch THMP ke dni převzetí dispečinku a poruchové služby spustila svoji webovou prezentaci s webovým formulářem pro hlášení poruch, a zveřejnila e-mailovou adresu pro hlášení poruch a „zelené“ telefonní číslo pro bezplatné hlášení poruch. Evidence nahlášených a řešených závad není zveřejňována a systematická zpětná vazba o stavu prověření a řešení podnětu není poskytována ani ohlašovatelům poruch. THMP nezveřejňuje systematicky ani konkrétní doložená data o stavu zařízení, jeho závadovosti a kvalitě údržby, například dodržování smluvních lhůt pro řešení závad.
Do zkušebního provozu je dle zprávy z října 2019 spouštěna mobilní aplikace, která od prosince 2019 má umožnit ohlášení poruchy jednotlivého světelného místa jeho pouhým vyfocením mobilním telefonem, čímž v tiketovacím systému THMP vznikne automaticky hlášení o poruše, a na tuto aplikaci mají navazovat další funkce s informacemi pro občany. Ještě 3. února 2020 však žádná taková aplikace na stránkách THMP dostupná ani zmíněná není.

### Poruchy a údržba zařízení
7. prosince 2018 ředitel Tomáš Jílek pro Novinky.cz uvedl, že životnost sodíkové výbojky, která je převládajícím zdrojem světla v Praze, činí pět let, takže každý rok je třeba jich 30 tisíc preventivně vyměnit, přičemž kvůli jistému deficitu údržby společnost dohání zejména preventivní výměny.
Měsíčně podle Jílka lidé nahlásí až několik tisíc poruch, přičemž během podzimu 2018 se údajně podařilo zlomit křivku závad a počet začínal klesat. V poskytnutých informacích uvádí THMP v červnu 2018 počet 1365 nahlášených poruch, v červenci 1202 nahlášených poruch, v srpnu 1278 nahlášených poruch, v září 2018 počet 1755 nahlášených poruch.) Ve výroční zprávě za rok 2018 THMP uvádí, že v průběhu roku 2018 společnost založila 8611 záznamů o poruchách, přičemž v druhé polovině roku množství hlášení rostlo, což výroční zpráva připisuje jednak rozšiřování znalostí kontaktních údajů, jednak prodlužující se době svícení VO v zimních měsících. V rozhovoru pro Praha TV v červnu 2019 uvedl, že THMP dostává kolem 2000 hlášení poruch veřejného osvětlení měsíčně. Podle Jílkova sdělení z léta 2019 obdrží THMP průměrně kolem 2000 hlášení závad za měsíc a usiluje o to, aby klíčové prvky osvětlení byly dovybaveny monitorovacím systémem. Podle článku z října 2019 měsíčně operátoři řeší více než dva tisíce hlášení poruch veřejného osvětlení.
V létě 2019 Tomáš Jílek uvedl, že kontrolu veřejného osvětlení provádějí hlavně obyvatelé Prahy, ale že má společnost nastaven i pravidelný systém provádění vlastních kontrol. Podle tvrzení Tomáše Jílka z 16. října 2019 závady veřejného osvětlení hlásí z 80 % občané, v kontaktu je THMP i se složkami integrovaného záchranného systému a celá řada hlášení prý přichází také od techniků THMP. Na dotaz reportéra ČT, zda dispečeři i sami vyhledávají nějaké možné chyby, ředitel Jílek uvedl, že pilotní projekty, které umožňují monitorování jednotlivých svítidel, THMP spouští, tak dnes je odkázána zejména na hlášení od občanů a institucí.
Podle článku z 22. května 2022 ten týden dosáhl počet úspěšně vyřešených závad jubilejních 100 tisíc, z čehož většinu tvoří závady veřejného osvětlení. 60 až 70 % hlášení pochází od veřejnosti, z toho až čtvrtina hlášení chodí přes mobilní aplikaci, ostatní přes e-mail nebo telefon. Další významnou skupinou ohlašovatelů závad jsou policisté a strážníci. Pravidelné kontrole svítivosti se věnují také pracovníci interního auditu, řady poruch si všimnou i technici při své každodenní práci. Některé poruchy lze detekovat i na dálku prostřednictvím počítače. Po vybavení všech zapínacích míst VO zařízením pro dálkové ovládání a monitoring v průběhu roku 2021 se počet hlášení od veřejnosti snížil o 20 %.
O frekvenci běžných periodických kontrol svítivosti THMP a.s. nikdy neinformovala a ve smlouvě s magistrátem tento parametr není uveden.(Pokud by každý měsíc byly zkontrolovány pouze 2 ze 160 oblastí, jak THMP uvedla ve facebookové zprávě, tak celá síť by byla zkontrolována nejdříve asi za 7 let, pokud by se žádná oblast neopakovala a žádná nebyla vynechána.) Výroční zpráva zmiňuje provádění revizí elektrických zařízení ve čtyřletém cyklu.
Na směnu jsou v Praze čtyři servisní vozidla a dle tvrzení ředitele Jílka z října 2019 odstraňují závady ve „velmi krátkých časech“, komplexnější závady pak odstraňuje denní směna. Na dotaz moderátora, jak rychle THMP zareaguje na poruchu světla, ředitel Jílek uvedl, že pokud hrozí úraz elektrickým proudem, výjezdové vozidlo by mělo být na místě do 30 minut a opraví závadu alespoň provizorně a denní směna poté odstraňuje ty závady definitivně.
Dle Jílkova vyjádření z prosince 2018 se údajně daří dodržovat požadavek méně než dvou procent nesvítících svítidel. Jednou za měsíc je údajně prováděna kontrola svítivosti na 2 náhodně vygenerovaných z celkových 160 oblastí. Například 14. srpna 2019 byla údajně v oblasti Hostavic, Dolních Počernic a Běchovic z 900 lamp zjištěna poruchovost 0,44 %. V létě 2019 Tomáš Jílek uvedl, že aktuálně míra nesvítivosti činí do 0,45 % z celkového počtu spravovaných zařízení.
Dne 8. listopadu 2019 zveřejnila televize Praha TV propagační reportáž o údržbě veřejného osvětlení. Podle reportáže 6 posádek s výškovou technikou řeší během jediného večera kolem 60 poruch a tuto údržbu provádějí každý večer v pracovním týdnu. Tomáš Jílek v reportáži uvedl, že z původní téměř 5% nesvítivosti jsou dneska pod 1 % nesvítících lamp a že když pojedete Prahou, tak budete mít problém najít lampy, které nesvítí.
6. února 2019 THMP a.s. zveřejnila na svém webu aktualitu o průzkumu zaměřeném na vnímání současného stavu a kvality veřejného osvětlení v Praze, který koncem roku 2018 provedla společnost STEM/MARK na objednávku Technologie hlavního města Prahy, a.s. Předseda představenstva THMP a.s. Tomáš Jílek uvedl, že dvě třetiny Pražanů si všímají stavu veřejného osvětlení a dvě pětiny Pražanů se domnívají, že celková poruchovost je v posledním roce nižší než dříve. Respondenti, kteří nějaký vývoj zaznamenali, ho většinou hodnotí pozitivně. Všímají si většího množství lamp, jejich výměny i včasného odstranění poruch. Podle průzkumu je pro Pražany nejdůležitějším faktorem rozmístění lamp veřejného osvětlení, následuje intenzita světla. Důraz je kladen také na ekologii. S intenzitou světla a s osvětlením památek a přechodů je spokojeno téměř 90 % občanů. V porovnání s jinými městy v republice je Praha hodnocena celými 90 % respondentů jako více osvětlená.

### Obnova veřejného osvětlení
V souvislosti s obměnou dozorčí rady THMP 11. března 2019 radní Chabr podle ČTK uvedl, že vnitřní dluh systému veřejného osvětlení činí více než miliardu korun, a nevyloučil obměnu ve vedení společnosti.
29. ledna 2020 radní Jan Chabr prezentoval plán obnovy médiím. Uvedl, že výměna prvků veřejného osvětlení bude v roce 2020 jednou z největších investic do majetku hlavního města Prahy. Uvedl, že veřejné osvětlení má za posledních 30 let vnitřní dluh 30 až 50 milionů Kč. V roce 2020 má být podle mluvčího THMP Martina Drozda obnoveno kolem 700 lamp v různých lokalitách napříč Prahou, ale konkrétní harmonogram zatím není znám. Kromě obnovy některých celých stožárů mají být vyměněny i vnitřky stávajících lamp za ledková světla. V roce 2020 má město začít s obměnou hlavně u velkých čtyřproudých komunikací, jako je například ulice 5. května, v málo frekventovaných parcích má pak osvícení a jeho intenzitu řídit senzor v rámci projektu biodynamického osvětlení, což by dle radního Chabra ze 130 tisíc lamp dávalo smysl u čtvrtiny. Aktuálně jsou roční náklady na nákup energie na svícení 80 milionů Kč.
5. srpna 2019 Rada hl. m. Prahy usnesením schválila samostatně rámcovou smlouvu o dílo na zajištění obnovy veřejného osvětlení na dobu určitou do 31. prosince 2020 na činnosti obnovy:
- plošná aplikace antiplakátovacích nátěrů VO – nátěr se strukturovaným povrchem nejméně do výše 2,5 metru (3,45 mil. Kč v roce 2019, 3,45 mil. Kč v roce 2020)
- pilotní projekt zapínacích míst s komunikací – diagnostika i ovládání, otestování různých způsobů dálkové komunikace (6,9 mil. Kč v roce 2019)
- zapínací místa s komunikací – rollout (33 mil. Kč v roce 2020)
- věžní hodiny (radnice, školy, kostely, vodárenské věže aj.) (rozebrání, nátěr, čistění, příp. oprava) (1,15 mil. Kč v roce 2019, 1,15 mil. Kč v roce 2020)
- veřejné hodiny se vzdáleným dohledem – vývoj konceptu a postupné osazování (1,15 mil. Kč v roce 2019, 4,2 mil. Kč v roce 2020)
- vývoj hořáku pro plynová osvětlení – odstranění závislosti na současné technologii (1,15 mil. Kč v roce 2019, 0,35 mil. Kč v roce 2020)
- výměna LED svítidel s komunikací a dynamickým řízením (12 mil. Kč v roce 2019, 22,5 mil. Kč v roce 2020)
- výměna stožárů VO – aktuálně je cca 1/3 stožárů starších 35 let, tj. po životnosti (7 mil. Kč v roce 2019, 10 mil. Kč v roce 2020). Vzhledem k tomu, že dvě testované metody detekce koroze se neosvědčily, má být výměna stožárů starších 35 let prováděna přímo bez detekce koroze.
- plošná obnova nátěrů VO (3,45 mil. Kč v roce 2019, 3,45 mil. Kč v roce 2020) Obnova má být prováděna s ohledem na stáří stožárů i míru jejich koroze a poškození. Obnova má být rozdělena do dvou kategorií: obnova do výše 2,5 metru a obnova v celé výšce.
- přisvětlení přechodů s komunikací (2,3 mil. Kč v roce 2019, 3,45 mil. Kč v roce 2020) Obnova má být rozdělena do dvou kategorií dle typu a stáří svítidel podle toho, zda jsou dostupné náhradní díly (svítidla) stejných parametrů.
- pilotní úspora elektrické energie nasazením regulátorů napájení zapínacích míst (2,25 mil. Kč v roce 2019, 5,05 mil. Kč v roce 2020)
- obnova osvětlení na Libeňském mostě (1 mil. Kč v roce 2019). Stávající osvětlení Orion 100 W na přídavných ocelových stožárech má být zcela odstraněno včetně stožárů, na původních betonových stožárech mají být kulová svítidla 70 W nahrazena nově navrženými svítidly.
- obnova zařízení slavnostního osvětlení architektonických objektů HMP (2,25 mil. Kč v roce 2019, 2,35 mil. Kč v roce 2020). Obnova má být zahájena u objektů, kde jsou svítidla v havarijním stavu:
  - ZM 5051 kostel sv. Haštala
  - ZM 5002+0050 Národní divadlo + piazzetta
  - ZM 5009+5008 Jindřišská věž
  - ZM 5071 kostel sv. Martina
  - ZM 5070 kostel sv. Petra Dubeček
  - ZM 5016 pouze Loreta
  - ZM 5021 kostel sv. Jiljí
  - ZM 5023 kostel sv. Martina ve zdi
  - ZM 5075 Břevnovský klášter
  - ZM 5042 Strahovský klášter
- společná obnova sítí zhotovitele /PRE s přípravou pro síť nabíjecích stanic včetně obnovy VO svítidly LED s komunikací (0,5 mil. Kč v roce 2019, 16,5 mil. Kč v roce 2020). V ulicích Chodská, Kladská, Slovenská a Slezská.

Jednotlivé činnosti obnovy mají být prováděny na základě jednotlivých písemných pokynů objednatele. Celková cena objednaných služeb je 150 milionů Kč, z toho 44,55 mil. v roce 2019 a 105,45 mil. v roce 2020. V ceně je zahrnuta 15% odměna pro zhotovitele, z toho 2 % na projektovou přípravu, 1 % na vyhledání dodavatelů a průzkum trhu, 2 % na předběžné tržní konzultace, 2,5 % na přípravu a organizaci veřejné zakázky, 3,5 % na přiměřený zisk, 2,5 % na zajištění TDI a koordinace stavby, 1,5 % na režijní náklady. Důvodová zpráva k rozhodnutí RHMP uvádí, že činnosti obnovy a modernizace jsou explicitně vyňaty z rámcové smlouvy o údržbě a tudíž dosud nebyly THMP nijak zajišťovány a měly by podléhat samostatnému smluvnímu vztahu. Koncepce VO jako komplexní materiál obnovy prvků VO je přitom pouze ve stavu připravovaného záměru.

### Reklama na stožárech osvětlení
Smluvní vztahy s umisťovateli a provozovateli reklamních i nereklamních doplňků jsou uzavírány na bázi příkazního vztahu, tj. jménem města a na jeho účet. K 31. prosinci 2018 spravovala THMP přibližně 200 takových smluv a za období od 1. června do 31. prosince 2018 byly výnosy města z těchto vztahů 21,559 milionů Kč. Nad rámec uzavřené rámcové smlouvy o správě a údržbě VO byly v roce 2018 realizovány výnosy ze zajištění předvolební kampaně politických stran a pronájmu reklamních nosičů na stožárech VO, z jehož výnosů náleží THMP 30% odměna. V průměru je takto (v roce 2018) pronajato 3200 stožárů VO a výnos za druhé pololetí roku 2018 činil 11,246 816 milionu Kč. Pronájem SVO pro předvolební kampaň byl na pokyn HMP umožněn celkem 46 subjektům za cenu 1 Kč na den a výnos na účet města za pronájem 20 169 stožárů VO činil 0,584 067 milionu Kč.
V květnu 2019 hlavní město Praha v zastoupení společností THMP a.s. uzavřelo se společností ERFLEX a.s. jako nájemcem smlouvu o nájmu reklamních ploch v systému veřejného osvětlení hlavního města Prahy na dobu od 1. května do 31. prosince 2019, která nájemce opravňuje umístit na stožáry osvětlení jeho reklamní nosiče. Smlouva se přitom vztahuje na reklamní nosiče, které nájemce již před uzavřením smlouvy užíval. Nájemné dle smlouvy je 2 471 384 Kč, a to 773,50 Kč za každý nosič typu flex a 1180 Kč za každý nosič typu vlajka.
13. listopadu 2019 zveřejnila THMP na svém webu propagační reportáž televize Praha TV, podle níž Praha mění podmínky pronájmu sloupů VO pro reklamu. Podle ní budou sloupy VO pronajímány v celých balíčcích, obsahujících určitý počet 300 až 1000 stožárů, a nájemce bude platit za všechny pronajaté sloupy bez ohledu na to, kolik z nich bude pro reklamu skutečně aktuálně obsazeno reklamou, resp. pronajato inzerentům. Peníze získané za reklamní pronájem mají být využity pro modernizaci sítě veřejného osvětlení. Zpřísnění pravidel pro umisťování reklamy chce Praha údajně bojovat proti vizuálnímu smogu ve městě.
V pěti uzavřených výběrových řízeních zvítězily firmy Bulldog reklama, Erflex, AgE - reklamní agentura, JCDecaux a Rencar, která také patří do skupiny JCDecaux. Dohromady tyto smlouvy podle uzavřených smluv přinesou THMP za 675 stožárů nájemné více než milion korun za měsíc.
Dle výroční zprávy za rok 2018 je měsíčně identifikováno a odstraněno přibližně 50 až 100 kusů protiprávně umístěných doplňků.
THMP uvádí, že denně odstraňuje plakáty načerno vylepené na stožáry VO. Od září 2019 začala aplikovat tzv. antiplakátovací nátěr, jímž chce v letech 2019 a 2020 opatřit více než 2000 ks stožárů, u kterých se s výlepem pravidelně setkává. Obnovu a rozšíření antiplakátovacích nátěrů potvrdil, bez uvedení konkrétních údajů, místopředseda společnosti Tomáš Novotný i v reportáži z listopadu 2019. Antiplakátovací zrnitý nátěr město využívalo už od září 2008, kdy jej aplikoval na stožáry VO tehdejší správce osvětlení Eltodo-Citelum a akce byla koordinována i s uplatněním nátěru na stožáry dopravní signalizace a trakčního vedení.
V létě 2019 odstranila THMP též několik desítek boxů na klíče od sdílených bytů, neoprávněně upevněných na sloupy VO.

## Správa kamerového systému
Od poloviny roku 2019 se THMP měla stát správcem a údržbářem několika tisíc kamer městského kamerového systému, v červnu 2019 pak ředitel Jílek upřesnil, že kamerový systém má společnost převzít „letos na podzim“. Od ledna 2020 měla THMP začít postupně přebírat správu městského kamerového systému, který zahrnuje zhruba 1500 městských kamer a další tři tisíce kamer, které používá například dopravní podnik nebo Technická správa komunikací. Kamery dosud spravovala soukromá firma KH servis. Pro Českou televizi Jílek uvedl, že městský kamerový systém zahrnuje bezmála 4 a půl tisíce integrovaných kamer.

## Správa světelné signalizace
V červnu 2019 v rozhovoru pro Praha TV Tomáš Jílek, představený jako generální ředitel THMP, že by se THMP během dvou let ráda ucházela o servis světelné signalizace.
V březnu 2022 THMP a.s. převzala „péči o stovku semaforů na pražských křižovatkách“. Provádí jejich běžnou údržbu, pravidelnou preventivní údržbu a čištění a přijímá a zpracovává hlášení o jejich poruchách na stejném telefonním čísle, které je určeno pro hlášení poruch veřejného osvětlení.
V článku z 22. 5. 2022 se uvádí, že THMP se k témuž dni stará o „600 semaforů“.

## Měřiče rychlosti
Začátkem roku 2022 převzala THMP a.s. na základě rámcové smlouvy s TSK zařízení pro měření úsekové a okamžité rychlosti na pražských komunikacích v počtu desítek radarů. Zajišťují pouze servis a údržbu, data z nich však nemají k dispozici a nezpracovávají je.
V článku z 22. 5. 2022 se uvádí, že THMP se k témuž dni stará o 28 měřičů rychlosti.

## Městský mobiliář
V souvislosti s ukončením městské smlouvy se společnosti JCDecaux byla společnosti THMP a.s. od sklonku roku 2021 svěřena výstavba a správa nových zastávkových přístřešků. Za necelé dva roky má vyměnit celkem 690 nových přístřešků MHD spolu s velkokapacitními odpadkovými koši. Do okamžiku předání přístřešků městu zajišťuje jejich údržbu, výhledově se počítá s jejich předáním do správy dopravního podniku. 

## Další technologie
THMP chtěla z veřejného osvětlení udělat multifunkční síť. Při dosavadním skupinovém zapínání lamp jsou přes den stožáry bez napětí. Trend je mít veřejné osvětlení neustále pod napětím a řídit každou lampu zvlášť, což umožní napájet další zařízení, například dopravní značení či kamery.
Společnost THMP a.s. měla převzít také například správu tzv. chytrých laviček, které v rámci pilotního projektu zavedl OICT, a senzorické sítě, které jsou součástí veřejného osvětlení, jednalo se i o wi-fi sítích, nabíječkách pro elektromobilitu, kompresních odpadkových koších atd. Podle představy Ing. Tomáše Jílka, předsedy představenstva THMP, Operátor ICT měl být do budoucna v rámci Smart City projektu takovou městskou laboratoří, ale pokud se pilotní projekty osvědčí, dál se o ně měla starat Technologie hl. m. Prahy.
Podle článku z října 2019 je kapacita nově otevřeného dispečinku připravena na převzetí dalších technologických celků, například systémů úsekového měření rychlosti, bezpečnostních systémů v tunelech a dalších technologií.
Při představování nového operačního střediska THMP 16. října 2019 ředitel Jílek ukázal, že dispečink již sleduje část provozu městské IT infrastruktury, například vytíženost serverů městských společností.

## Odstraňování billboardů od komunikací
Od pátku 4. září do pondělí 7. září 2020 THMP na požadavek města odstranila 22 nedovoleně umístěných billboardů na pozemcích města, dopravního podniku nebo Správy železnic, hlavně na severovýchodě města a jeden u Radlické ulice, čtyři ještě zbývaly.

## Sídlo a střediska
Původně společnost sídlila na adrese Blanická 1008/28 na Vinohradech (na rohu Vinohradské), v březnu 2018 přesídlila na adresu Dělnická 213/12 v Holešovicích (Rosmarin Business Centrum).
Ve smlouvách na pronájem vozidel byla jako místo předání uváděna adresa Sokolovská 264/121 v Libni, kde měla THMP a.s. od městské části Praha 8 na základě smluv ze 4. května 2018 pronajaté prostory; na svém webu od 4. září 2018 uvádí na této adrese výjezdové středisko.
V organizačním schématu platném od 5. června 2019 je středisko Sokolovská označováno jako středisko I, a jako středisko II je uváděno středisko Ohradní v Michli. Toto pracoviště společnost uváděla v inzerátech jako místo práce servisních techniků kamerového systému. Podle smlouvy na vypracování projektové dokumentace společností Czech Buildings, s.r.o. by mělo jít o objekt na adrese Ohradní 1370/12.
V pátek 18. října 2019 bylo podle webu prahasviti.cz slavnostně otevřeno nové operační centrum Technologie hl. m. Prahy, označované jako dispečerské pracoviště. Podle iDnes.cz i České televize středisko uvedlo do provozu vedení města, a to již ve středu 16. října 2019. Zřízení centra stálo deset milionů korun. Podle Tomáše Jílka je dispečink velmi moderně vybavený, s osmi pracovišti pro operátory v trvalém třísměnném provozu, nezávislý na napájení elektrické sítě. Podle „jedné z operátorek“ dříve museli operátoři zapínací místa jednotlivých lamp dohledávat zvlášť, ale nyní, po zprovoznění nového dispečinku, to vidí rovnou v mapě, což jim výrazně urychlí práci.

## Vedení a organizační uspořádání
Do září 2017 stálo v čele společnosti její představenstvo. Od září 2017 do ledna 2018 společnost zastupoval statutární ředitel. Od 30. ledna 2018 byla společnost opět zastoupena představenstvem, které má podle obchodního rejstříku 5 členů, ale v obchodním rejstříku jsou uvedeni jen 3.
Ředitelem společnosti byl v listopadu 2017 jmenován opoziční zastupitel Tomáš Jílek (bezpartijní, dříve TOP 09). Předseda zastupitelského klubu Pirátů Adam Zábranský označil za absurdní, aby opoziční zastupitel byl dosazen do funkce ředitele městské firmy, a označil za typické pro současnou koalici, že se tak tradičně stalo bez výběrového řízení. Podle radního Procházky je Jílek fundovaný. 4. dubna 2018 Tomáš Jílek rezignoval na mandát zastupitele města Prahy.
Společnost THMP a.s. na svém webu oznámila, že probíhá transformace vnitřní struktury společnosti tak, aby v průběhu roku 2018 zahájila poskytování služeb pro hlavní město Prahu.
Tiskovým mluvčím, vedoucím oddělení marketingu a komunikace, byl od dubna 2018 ustanoven Jiří Štábl, který v minulosti zastával obdobné funkce v České spořitelně a v Dopravním podniku hl. m. Prahy. Má za úkol vybudovat externí a interní komunikaci, má mít na starosti vztahy s médii a zviditelnění projektů týkajících se veřejného osvětlení v rámci projektu Smart Prague.
K 12. září 2018 byl jako technický ředitel THMP uváděn Pavel Sněhota, bývalý manažer skupiny Eltodo, která však k 6. červnu 2019 „není zaměstnancem na pozici technického ředitele THMP, resp. zaměstnancem společnosti THMP na základě pracovního poměru či na základě jiného obdobného právního vztahu.“ K otázce, zda docházelo z jeho strany ke zneužití interních informací THMP, když podával nabídky na magistrátní zakázky malého rozsahu na projekční práce, realizaci a TDI v oboru veřejného osvětlení, které jím ovládaná soukromá společnost podávala a vyhrávala a tím konkurovala THMP a.s., se THMP a.s. nevyjádřila, resp. odpovědi se vyhnula. Na žádost z 22. 5. 2019 THMP pouze odpověděla, že Ing. Sněhota ke dni vyhotovení odpovědi není zaměstnancem THMP, a zcela přitom zamlčela, že ještě 9 dní po podání žádosti jejím zaměstnancem byl. Pavel Sněhota byl zaměstnancem THMP od 1. března 2018 do 31. května 2019 a THMP odmítla poskytnout informaci, jako formou tento pracovně-právní vztah zanikl a jak byl Ing. Sněhota za dobu svého působení odměňován. THMP se zcela odmítlo vyjádřit k tomu, zda a jak bylo za jeho působení zajištěno, aby v rámci procesu podávání nabídek na zakázky malého rozsahu, vypsaných odborem hospodařením s majetkem MHMP, nedošlo ze strany Ing. Sněhoty ke zneužití interních informací THMP k přednostnímu použití pro jeho osobní zájmy.
Jako obchodní ředitel se uvádí Filip Brückner.
Společnost se člení na úseky. V čele technického úseku je technický ředitel, ostatní úseky řídí předseda, místopředseda a členové představenstva.
- technický úsek
  - servis a údržba
    - centrální sklad
    - dispečink
    - okrsky
    - centrální autodoprava

  - správa a obnova
    - technická dokumentace
    - správa zařízení
    - využití majetku
    - obnova zařízení
- finanční úsek
  - finance a ekonomika
    - HR
    - finance
    - controlling
- úsek interní a externí služby
  - obchod
  - interní audit a kontrola
  - marketing a komunikace
  - rozvojové projekty
- úsek řízení společnosti
  - vnitřní služby
  - právní
    - veřejné zakázky

K 1. únoru 2019 byla provedena reorganizace, při níž byla společnost rozdělena na 5 divizí, řízených jednotlivými členy představenstva, ekonomickým ředitelem a technickým ředitelem.
Od 5. června 2019 byla zavedena nová organizační struktura, rozdělení na čtyři číslované divize:
- Divize 1 – předseda představenstva
  - IT oddělení
  - právní oddělení (právník junior, veřejné zakázky)
  - oddělení nákupu
  - analytik
  - úsek servis a údržba VO
    - středisko technických činností (kabelový vůz, slavnostní osvětlení, veřejné hodiny, plynové osvětlení)
    - středisko I Sokolovská (zástupce vedoucího střediska, referent střediska, sklad, vedoucí elektromontér, elektromontéři)
    - středisko II Ohradní (zástupce vedoucího střediska, referent střediska, sklad, vedoucí elektromontér, elektromontéři)

  - úsek správa a obnova VO
    - technik obnovy zařízení
    - evidence a využití VO
    - správa VO a PD
    - škodní událost
    - technická správa zařízení
    - světelní technici
    - oddělení výstavba a investice

  - úsek MKS (městského kamerového systému)
    - oddělení datových sítí
    - středisko (servisní technici, revizní technik, sklad)
- Divize 2 – místopředseda představenstva
  - back office (asistentky PŘ, recepční)
  - obchodní oddělení (obchodní referenti, černá reklama)
  - interní audit a kontrola (referent IA, specialista BZP a PO)
  - marketing a PR
  - oddělení správy majetku (referent autodopravy)
- Divize 3 – člen představenstva
  - technická dokumentace (technik zakreslování GIS, technik programování GIS)
  - dispečink (dispečink VO, dispečink MKS)
  - rozvojové projekty (projektový manažer SW, projektový manažer smartifikace, projektový manažer interní projekty)
- Divize 4 – odborný ředitel
  - finanční účtárna
  - mzdová účtárna
  - HR (HR specialista, externí headhunter)

## Zaměstnanci
K 6. červnu 2018 THMP zaměstnávala 65 lidí, z toho 30 pracuje v terénu, do konce roku 2018 se pak měl počet zaměstnanců zvýšit na cílový stav cca 120 lidí. V rozhovoru v červnu 2019 ředitel Tomáš Jílek uvedl, že společnost má kolem 130 zaměstnanců.

## Vozidla a technika
Od 1. června 2018 si THMP na dobu 11 měsíců pronajala v rámci zakázky malého rozsahu 6 pracovních plošin na automobilovém podvozku od společnosti ROTHLEHNER pracovní plošiny s.r.o.
Na dobu od 1. června 2018 do 31. ledna 2019 si THMP pronajala od společnosti CAR4WAY a.s. 1 kus osobního automobilu manažerské třídy, 1 kus osobního automobilu střední třídy, 7 osobních automobilů nižší střední třídy, 2 kusy nižší střední třídy combi a 13 dodávkových automobilů.
K 14. červnu 2018 společnost údajně vlastnila 30 aut, z toho třetinu plošinových, sloužících k servisu lamp.
24. září 2018 společnost zahájila zadávací řízení veřejné zakázky na nákup 10 kusů montážních plošin na automobilovém podvozku, z toho 2 kusů kategorie s celkovou hmotností do 3,5 tuny s pracovní výškou minimálně 13 metrů a 8 kusů kategorie do 6 tun s pracovní výškou minimálně 20 metrů. V soutěži zvítězila společnost ROTHLEHNER pracovní plošiny s.r.o.
22. října 2018 společnost uzavřela smlouvu na nákup jednoho nákladního valníkového vozidla s hydraulickým nakládacím jeřábem.
21. prosince 2018 společnost zahájila zadávací řízení veřejné zakázky na nákup 15 kusů malé dodávky, 1 kusu velké skříňové dodávky a 2 kusů velké dodávky dle specifikace. Jako vítěz byla vybrána společnost Autosalon Klokočka Centrum a.s. pro část 1 (malá dodávková vozidla) a společnost Porsche Inter Auto CZ spol. s r.o. pro část 2 (velká dodávková vozidla).
11. ledna 2019 společnost zahájila zadávací řízení veřejné zakázky na dodávku 25 kusů osobních automobilů, z toho 12 kusů formou vyhrazené změny závazku.
- Liftback typ 1 s tmavou karoserií a pohonem 4x4 a automatickou převodovkou, rozvor min. 2650 mm: 2 kusy
- Liftback typ 2, s bílou karoserií, pohonem 2x4 a manuální převodovkou, rozvor min. 2450 mm: 9 kusů
- Liftback typ 2a s tmavou karoserií a pohonem 4x4 a automatickou převodovkou, rozvor min. 2450 mm, 3 kusy.
- combi, 10 kusů
- Terénní combi, 1 kus

Pro 2. část zakázky (liftback typ 2 a typ 2a) byla jako dodavatel vybrána společnost Auto Štěpánek, a.s., 1., 3. a 4. část zakázky byla zrušena bez vítěze. Uchazeč Porsche Inter Auto CZ spol. s r.o. byl vyloučen z důvodu nízké nabídkové ceny.
29. března 2019 společnost zahájila zadávací řízení veřejné zakázky na nákup 8 kusů osobních automobilů a až 7 kusů osobních automobilů formou vyhrazené změny závazku. Vybrán byl dodavatel AUTO IN s.r.o. pro třetí část zakázky, tedy 1 kus vozu terénního combi, 1. a 2. část zakázky byla zrušena bez vítěze.
10. července 2019 THMP a.s. převzala (podle Pražského deníku „od magistrátu“) 12 nových vozidel, dodávkových automobilů Volkswagen Caddy 1,4 TGI s pohonem na stlačený zemní plyn, a to za 5 809 152 korun. Podle zprávy Praha TV tyto vozy zakoupila THMP a.s. na základě výběrového řízení, podle téže zprávy však pořízení těchto vozidel vyšlo pražský magistrát (tedy nikoliv THMP a.s.) na téměř 6 milionů korun. Do té doby si údajně vozidla pouze pronajímala. Ředitel Tomáš Jílek při té příležitosti uvedl, že se THMP chystá koupit dalších 28 aut v celkové investici okolo 40 milionů korun. Podle ředitele Jílka ještě přijde 8 plošinových aut na pětitunovém podvozku, která ale nesmí například do historického centra nebo do parků.
Podle tiskové zprávy magistrátu z 10. 7. 2019 měla THMP a.s. ve svém vozovém parku aktuálně celkem 29 vozů.
30. května 2019 společnost zveřejnila veřejnou zakázku na nájem 12 osobních automobilů na dobu 8 kalendářních měsíců a až na další 3 kalendářní měsíce formou vyhrazené změny závazku.

## Subdodávky služeb a materiálu
THMP si v rámci veřejných zakázek objednala u dalších subjektů například tyto služby či zboží:
- Správa mapových podkladů veřejného osvětlení na území hlavního města Prahy, PREdistribuce, a.s.[79]
- Poskytování služeb dálkového spínání veřejného osvětlení, PREdistribuce, a.s.[80]
- Podpora při výkonu havarijní služby, PREdistribuce, a.s.[81]
- Odborná podpora při výkonu dispečerské služby, PREdistribuce, a.s., smlouva uzavřena 18. 7. 2018
- Provoz a údržba plynového osvětlení, Pražská plynárenská Správa majetku, a. s., člen koncernu Pražská plynárenská, a. s.[82]
- Správa a údržba veřejných hodin, Elekon, s.r.o.[83]
- Detekce míry koroze ocelových stožárů u společnosti JUREX VOS, s.r.o.[84]
- Konstrukční a stavební práce na veřejném osvětlení, Elektroštika, s.r.o.[85]
- Vytyčování a odstraňování poruch elektrické kabelové sítě veřejného osvětlení, zadávací řízení zahájeno 29. 11. 2018, Eltodo osvětlení s.r.o. [86]
- dodávky elektroinstalačního materiálu, světelných zdrojů, patic stožárů, ručního nářadí a měřicích přístrojů, mobilních telefonů, výpočetní techniky, nábytku a kancelářského vybavení, licencí MS Office, corporate governance, návrh obchodního modelu pronájmů za účelem reklamy, montáž a demontáž reklamních prvků, dodávka sololitových desek pro reklamy, administrace a poradenství ve veřejných zakázkách, právní služby,
- V roce 2021 získala ve výběrovém řízení společnost ČD-Telematika a.s. zakázku na revizi veřejného osvětlení, a to zhruba třetiny světelných míst (45 000) včetně příslušných zapínacích bodů. Cena zakázky je necelých 5,5 milionu Kč.[87]